# Échiquier de Sicile
Pour les articles homonymes, voir Échiquier (papillon).
Melanargia pherusa
Espèce
Statut de conservation UICN

 LC  : Préoccupation mineure
L’Échiquier de Sicile (Melanargia pherusa) est une espèce d'insectes lépidoptères (papillons) appartenant à la famille des Nymphalidae, à la sous-famille des Satyrinae et au genre Melanargia.

## Dénomination
Melanargia pherusa a été nommé par Jean-Baptiste Alphonse Dechauffour de Boisduval en 1833.

### Noms vernaculaires
L'Échiquier de Sicile  se nomme Sicilian Marbled White en anglais.

## Description
C'est un papillon de taille moyenne qui présente sur le dessus un damier noir et blanc dans les aires distales, réduit au dessin des limites des damiers dans les aires basales. Les ocelles à l'apex des antérieures et en ligne aux postérieures sont peu visibles.
Le revers dessine en noir les limites des damiers, et les ocelles y sont bien visibles.

## Biologie

### Plantes hôtes
La chenille se nourrit de graminées.

## Écologie et distribution
L'Échiquier de Sicile n'est présent qu'en Sicile. Tout particulièrement dans la Riserva Naturale dello Zingaro.

### Biotope
Il réside dans des lieux rocheux herbus.